# Apple A11
L'Apple A11 Bionic è un  system on a chip (SoC) a 64-bit basato su ARM, progettato da Apple Inc e prodotto da TSMC.

È un processore con processo a 10 nm ed è stato presentato per la prima volta nel keynote del 12 settembre 2017 per iPhone X, iPhone 8 e iPhone 8 Plus.

## Caratteristiche
- 87.66 mm² di superficie (30% più piccolo di Apple A10 Fusion);
- Processo a 10 nm (in confronto al processo a 16 nm di Apple A10 Fusion);
- 4,3 miliardi di transistor (in confronto ai 3,3 miliardi di Apple A10 Fusion);
- 8 MB di memoria Cache L2 (rispetto alla suddivisione di 3 MB in Cache L2 e 4 MB in Cache L3 presente in Apple A10 Fusion);

### CPU
La CPU (in architettura ARM) è dotata di:
- 2 Core per la prestazione (denominati Moonson)
25% più veloci rispetto ai 2 Core (Hurricane) di Apple A10 Fusion
- 4 Core per l'efficienza (denominati Mistral)
70% più veloci rispetto ai 2 Core (Zephyr) di Apple A10 Fusion

### GPU
La GPU (per la prima volta in architettura proprietaria Apple) è dotata di:
- 3 Core per elaborazioni grafiche
30% più veloci rispetto ai 6 Core di Apple A10 Fusion su architettura PowerVR GT7600 Plus

### NPU
La NPU (acceleratore IA, in architettura proprietaria Apple) è dotata di:
- 2 Core in grado di svolgere fino a 600 miliardi di operazioni a 8-bit al secondo
Apple A11 è il primo processore a possedere tale componente

Quest'ultimo è disegnato per specifici algoritmi di machine learning e consente il funzionamento del Face ID e  degli Animoji.
Il processore è in grado di supportare la realtà aumentata grazie al ARKit di cui è dotato.

### RAM
La RAM (memoria ad accesso casuale) è di tipo LPDDR4X, 2133 MHz di frequenza, 34,1 GB/sec HMB e a 64 bit Single-Channel:
- 2 GB (iPhone 8)
- 3 GB (iPhone 8 Plus, iPhone X)

## Dispositivi predisposti
- iPhone X
- iPhone 8
- iPhone 8 Plus